# Rákosy Gergely
Rákosy Gergely (Budapest, 1924. szeptember 30. – Budapest, 1998. április 20.) magyar író, újságíró, forgatókönyvíró és lapszerkesztő.

## Élete

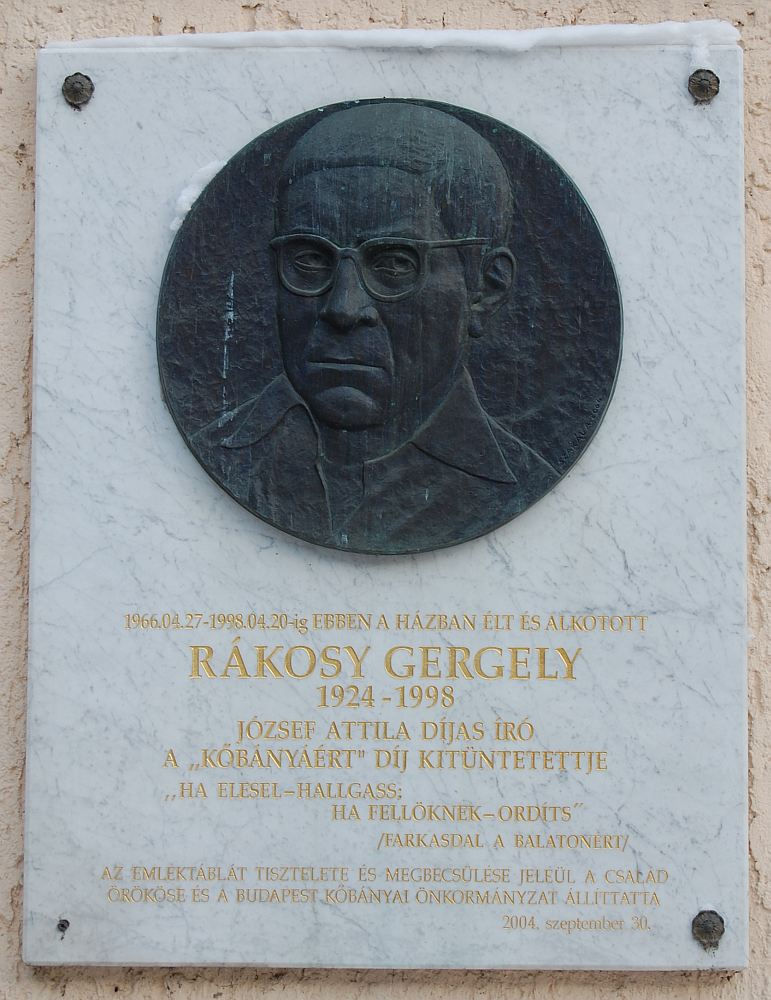
Rákosy Gergely emléktábla

Rákosy Gergely Zuglóban született. A budapesti Madách Gimnáziumban érettségizett, majd a keszthelyi Agrártudományi Egyetemen szerzett diplomát. 1947-től a Növénytermeltető Vállalatnál volt mezőgazdasági mérnök, a vállalat felügyelője, majd igazgatóhelyettese. 1956-ban, miután elfogadta a Megyei Forradalmi Bizottság ajánlatát és elvállalta az Új Zala főszerkesztői posztját nyolc év börtönre ítélték, melyből négyet töltött börtönben, Márianosztrán, Vácott és a Gyűjtőben. 1961-től szabafoglalkozású író. Első írásait a Szabad Földben és az Élet és Irodalomban közölte.
Utolsó lakhelyén, a kőbányai Harmat utca 78. szám bejáratánál 2004-ben emléktáblát helyeztek el, melyet a család örököse és a Kőbányai Önkormányzat állíttatott.

## Kötetei
- A csodálatos trombita (Mesék) Budapest, 1963.
- Mondok mást. Elbeszélések Budapest, Szépirodalmi Könyvkiadó, 1966.
- Elmarasztalva: Brigitte Bardot.  (Novellák) Budapest, Szépirodalmi Könyvkiadó, 1968.
- A kolorádóbogár. (Regény) Budapest, Magvető, 1969.
- Az óriástök. (Kisregény és elbeszélések) Budapest, Magvető Könyvkiadó, 1969.
- A kolorádóbogár (Regény) Budapest, Magvető Könyvkiadó, 1970.
- Tigrisugrás. (Regény) Budapest, Magvető Könyvkiadó, 1970.
- Fülüket lebegtető elefántok. (Novellák) Budapest, Szépirodalmi Könyvkiadó, 1971.
- Általában hallgatunk. (Novellák) Budapest, Magvető Könyvkiadó, 1973.
- Tigrisugrás. (Regény. 2. kiadás) Budapest, Magvető Könyvkiadó, 1972.
- Így ahogy vagytok. (Szatirikus írások. Csurka Istvánnal közösen. Budapest, Magvető Könyvkiadó, 1972.
- Tigrisugrás. (Regény. 3. kiadás) Budapest, Magvető Könyvkiadó, 1975. (Magvető zsebkönyvtár) ISBN 963-270-134-8
- Hepiend. (Elbeszélések) Budapest, Magvető Könyvkiadó, 1975. ISBN 963-270-134-8
- A daru. (Regény) Budapest, Magvető Könyvkiadó, 1976. ISBN 963-270-365-0
- Az óriástök. Tigrisugrás. Novellák (Kisregények és elbeszélések) Budapest, Magvető Könyvkiadó, Szépirodalmi Könyvkiadó, 1977. (30 év) ISBN 963-270-482-7 ISBN 963-15-0897-8
- A kolorádóbogár. (Regény. 2. kiadás) Budapest, Magvető Könyvkiadó, 1978. (Magvető zsebkönyvtár) ISBN 963-270-682-X
- Az óriástök. A daru. Tigrisugrás. (Regények) Budapest, Magvető Könyvkiadó, 1979. ISBN 963-270-999-3
- Latiatuc feleym... (Regény) Budapest, Magvető Könyvkiadó, 1980. (Rakéta Regénytár) ISBN 963-271-202-1
- Szarvashiba. (Hangjátékok, irodalmi forgatókönyvek) Budapest, Magvető Könyvkiadó, 1980. ISBN 963-271-276-5
- Mennyből az oroszlán (Publicisztikai írások) Budapest, Magvető Könyvkiadó, 1981. ISBN 963-271-492-X
- A kolorádóbogár. Latiatuc feleym... (Kisregények) Budapest, Magvető Könyvkiadó, 1981. ISBN 963-271-516-0
- Zííí-zúúú... Novellák. Budapest, Magvető Könyvkiadó, 1982. ISBN 963-271-576-4
- Farkasdal a Balatonért. (Elbeszélések) Budapest, Magvető Könyvkiadó, 1984. (Rakéta Regénytár) ISBN 963-14-0203-7
- Az óriástök. (Regény. 5. kiadás) Budapest, Magvető Könyvkiadó, 1986. (cop. 1969) ISBN 963-14-0648-2
- Mákos tészta. Válogatott elbeszélések. Budapest, Széphalom Könyvműhely, 1992. ISBN 963-7488-60-X
- Az óriástök. A daru. A kolorádóbogár. (Kisregények) Szekszárd, Babits Kiadó, 1999. (Korjellemző magyar próza. 1945-1990) ISBN 963-9015-91-1[m 1]

## Filmográfia
- 1977: Gombó kinn van (író) Zene: Bródy János. Rendezte: Várkonyi Gábor
- 1974: Tigrisugrás (forgatókönyvíró) Zene: Szörényi Levente, Bródy János. Rendezte: Várkonyi Gábor

## Díjai
- 1974: József Attila-díj
- 1985: Bölöni-díj
- „Kőbányáért” díj